# Муквонаго (Вісконсин)
Муквонаго (англ. Mukwonago) — селище (англ. village) в США, в округах Вокеша і Волворт штату Вісконсин. Населення — 7781 особа (2020).

## Географія
Муквонаго розташоване за координатами 42°51′19″ пн. ш. 88°19′28″ зх. д. / 42.85528° пн. ш. 88.32444° зх. д. (42.855202, -88.324352).  За даними Бюро перепису населення США в 2010 році селище мало площу 20,99 км², з яких 20,45 км² — суходіл та 0,54 км² — водойми.

### Клімат
| Клімат : Муквонаго                                                        | Клімат : Муквонаго | Клімат : Муквонаго | Клімат : Муквонаго | Клімат : Муквонаго | Клімат : Муквонаго | Клімат : Муквонаго | Клімат : Муквонаго | Клімат : Муквонаго | Клімат : Муквонаго | Клімат : Муквонаго | Клімат : Муквонаго | Клімат : Муквонаго | Клімат : Муквонаго |
| Показник                                                                  | Січ.               | Лют.               | Бер.               | Квіт.              | Трав.              | Черв.              | Лип.               | Серп.              | Вер.               | Жовт.              | Лист.              | Груд.              | Рік                |
| Абсолютний максимум, °C                                                   | 14,4               | 18,9               | 27,8               | 32,8               | 33,9               | 37,8               | 42,8               | 38,3               | 38,3               | 31,1               | 25,0               | 20,0               | 42,8               |
| Середній максимум, °C                                                     | −2,2               | 0,0                | 6,1                | 13,3               | 20,0               | 25,6               | 27,8               | 26,7               | 22,8               | 15,6               | 7,2                | 0,0                | 13,6               |
| ------------------------------------------------------------------------- | ------------------ | ------------------ | ------------------ | ------------------ | ------------------ | ------------------ | ------------------ | ------------------ | ------------------ | ------------------ | ------------------ | ------------------ | ------------------ |
| Джерело: http://www.weather.com/weather/wxclimatology/monthly/graph/53149 |                    |                    |                    |                    |                    |                    |                    |                    |                    |                    |                    |                    |                    |

## Демографія
Згідно з переписом 2010 року, у селищі мешкали 7254 особи в 2890 домогосподарствах у складі 1976 родин. Густота населення становила 346 осіб/км².  Було 3071 помешкання (146/км²).
Расовий склад населення:
| - 97,4 % — білих - 0,9 % — азіатів - 0,2 % — корінних американців - 0,2 % — чорних або афроамериканців - 0,1 % — вихідців з тихоокеанських островів |

До двох чи більше рас належало 0,9 %. Частка іспаномовних становила 3,2 % від усіх жителів.
За віковим діапазоном населення розподілялося таким чином: 26,1 % — особи молодші 18 років, 61,5 % — особи у віці 18—64 років, 12,4 % — особи у віці 65 років та старші. Медіана віку мешканця становила 38,0 року. На 100 осіб жіночої статі у селищі припадало 95,4 чоловіків;  на 100 жінок у віці від 18 років та старших — 93,9 чоловіків також старших 18 років.
Середній дохід на одне домашнє господарство  становив 90 314 долари США (медіана — 74 926), а середній дохід на одну сім'ю — 109 453 долари (медіана — 98 125). Медіана доходів становила 56 897 доларів для чоловіків та 46 942 долари для жінок. За межею бідності перебувало 6,8 % осіб, у тому числі 8,2 % дітей у віці до 18 років та 6,6 % осіб у віці 65 років та старших.
Цивільне працевлаштоване населення становило 4300 осіб. Основні галузі зайнятості: освіта, охорона здоров'я та соціальна допомога — 23,1 %, виробництво — 18,7 %, роздрібна торгівля — 11,4 %, будівництво — 8,2 %.